# Anna Milska
Anna Milska (ur. 14 lutego 1909 w Janowie pod Lwowem, zm. 12 listopada 1987 w Warszawie) – prozaik, tłumaczka, publicystka zajmująca się klasykami literatury i twórczością obcokulturową, szerzej znana jako współautorka zbiorów baśni dla dzieci i młodzieży.
Studiowała slawistykę we Lwowie i germanistykę w Wiedniu, pracując następnie jako polonistka w Zamościu i Warszawie. Debiutowała jako publicystka w prasie w 1945 r., współpracując później z wieloma czasopismami. Redagowała też antologie poetyckie. Przede wszystkim jednak zajmowała się przekładami – głównie z literatury niemieckiej (J.W. Goethe, F. Hölderlin), będąc również autorką szkiców monograficznych poświęconych wybitnym jej twórcom (Goethe, Heine, Schiller). 
Dla dzieci opracowała liczne wydania baśni J. Ch. Andersena. Wspólnie z Wandą Markowską opublikowała wiele zbiorów baśni ludowych w opracowaniu dla młodego pokolenia, długotrwale wydawanych i wznawianych zmiennie przez różnych edytorów („Nasza Księgarnia”, „Iskry”, „Czytelnik”, Wyd. Morskie). 
23 sierpnia 1980 roku dołączyła do apelu 64 uczonych, pisarzy i publicystów do władz komunistycznych o podjęcie dialogu ze strajkującymi robotnikami.

## Twórczość (wybór)
- 22 Lipca – montaż historyczno-literacki (1950) [opracowanie wspólne z Marią Czanerle]
- Shqiptarija – ojczyzna górskich orłów (1950) [albańskie impresje z podróży]
- Johann Wolfgang Goethe (1953)
- Fryderyk Schiller (1954)
- Henryk Heine (1957)
- Pisarze polscy. Wybór sylwetek (1961)
- O księciu Ibrahimie i pięknej Sinedhur. Baśń z Tunisu (1965)

### Wspólnie z Wandą Markowską
- Baśnie i legendy (1946) [później jako Baśnie i podania]
- Baśnie z całego świata (1946)
- Baśnie różnych ludów (1948)
- Baśnie narodów Związku Radzieckiego (1950)
- Baśnie zagadki – łańcuszki, z daleka i z bliska (1950)
- Księga papugi. Baśnie perskie (1951)
- Pańczatantra, czyli Mądrości Indii ksiąg pięcioro (1956) [zbiór bajek i opowiadań]
- Baśnie z dalekich wysp i lądów (1962)
- Droga do słońca (1962)
- Srebrna gołębica. Baśnie narodów Związku Radzieckiego oparte na motywach oryginalnych (1963)
- Śpiew kolibrów – baśnie różnych narodów (1968)
- Baśnie z dalekich mórz i oceanów (1969)
- Baśnie księżycowe (1972)
- Za siedmioma morzami, za siedmioma wyspami – baśnie (1973)
- Prządki złota. Na podstawie ludowych wątków estońskich (1980)
- Baśnie z czterech stron świata (1982)
- Laila i czarne łabędzie. Baśń z Sudanu (1983)
- Ramira ze słonego jeziora (1984)
- O Olafie i jego czarodziejskiej piszczałce – baśń (1984)
- O królewiczu Ledo, pięknej Los i siedmiogłowym smoku. Baśń z Algierii (1985)
- O Marandzie, co miała kołyskę z muszli (1987)
- Szach Kobad i gadająca papuga (1988)

W wyborach tych i opracowaniach pisarki zachowały oryginalne wątki baśniowe, dążąc przy tym do nadania im stylistycznej jedności i ciekawej akcji oraz łagodząc elementy rażące kulturowo. W wielu utworach potraktowano pierwszoplanowo postacie dziecięce oraz motywy rodzinne, wprowadzono także bohaterów zwierzęcych.

## Utwory
- Baśnie zamorskie Wanda Markowska, Anna Milska
- Dżamil i róże Wanda Markowska, Anna Milska
- Fregata Oronga z wyspy olbrzymów Ahu Wanda Markowska, Anna Milska[2].